# دانشگاه ایالت آزاد
دانشگاه ایالت آزاد (به انگلیسی: University of the Free State) یا دانشگاه فری استیت یک دانشگاه دولتی چند واحده در بلومفونتین، پایتخت ایالت آزاد و پایتخت قضایی آفریقای جنوبی است. نخستین بار در سال ۱۹۰۴ بعنوان یک مؤسسه آموزش عالی به عنوان بخشی از کالج گری تأسیس شد. این دانشگاه در سال ۱۹۵۰ یک دانشگاه مستقل به زبان آفریقایی شناخته شد و این نام به دانشگاه ایالت آزاد نارنجی (به انگلیسی: University of the Orange Free State) تغییر یافت. این دانشگاه دارای دو دانشگاه اقماری است. از ابتدا تأسیس یک دانشگاه صرفاً سفید پوستان یود ولی در سال ۱۹۹۶ کاملاً یک دست شد. اولین معاون سیاه‌پوست دانشگاه در سال ۲۰۱۰ منصوب شد.

## تاریخ
رؤیای دیرینه مؤسسه آموزش عالی در ایالت آزاد در سال ۱۹۰۴ هنگامی که کالج گری برای اولین بار دوره‌های لیسانس را قبول کرد، به واقعیت تبدیل شد. در سال ۱۹۰۶ یخش سوم کالج گری به عنوان کالج دانشگاه گری (GUC) شناخته شد، اما کمی بعد از آن مدرسه و کالج از آن جدا شدند. در سال ۱۹۱۰، پارلمان محلی تصویب کرد تا کالج دانشگاهی گری به عنوان یک نهاد رسمی آموزشی در زمینه‌های هنر و علوم شناخته شود.
در ابتدا، آموزش انگلیسی بود، اما بعداً این تغییر به دو زبانه تبدیل شد و شامل افریکانس نیز شد. نام آن به کالج دانشگاه ایالت نارنجی آزاد تغییر یافت - نسخه آفریکانس این تغییر نام منبع کلمه ای است که تا به امروز برای ارجاع به این دانشگاه به کار می‌رود ("Kovsies") است و به شکل محلی این مجموعه دانشگاهی به این نام شناخته می‌شود. در اواخر دهه ۱۹۴۰، زبان آن به آفریکانس تغییر یافت. این دانشگاه در سال ۱۹۵۰ به عنوان یک دانشگاه تمام مستقل اعلام شد و نام آن دوباره به دانشگاه ایالت آزاد نارنج تغییر یافت.
امروزه کلیه کلاس‌ها به زبانهای آفریکانس و انگلیسی ارائه می‌شود. پس از تصویب اساسنامه جدید دانشگاه، دانشگاه فری استیت وارد دوره رشد قابل توجهی شد. امروزه، دانشگاه ایالتی آزاد بیش از هر زمان دیگری در تاریخ خود دانشجو دارد.
در فوریه ۲۰۰۱، نام این دانشگاه به دانشگاه دانشگاه ایالت آزاد تغییر یافت، که به منظور انعکاس شخصیت واقعی مؤسسه و محیط آن بود در سال ۲۰۰۴، این دانشگاه صدمین سالگرد خود را جشن گرفت.

## واحدهای دانشگاهی

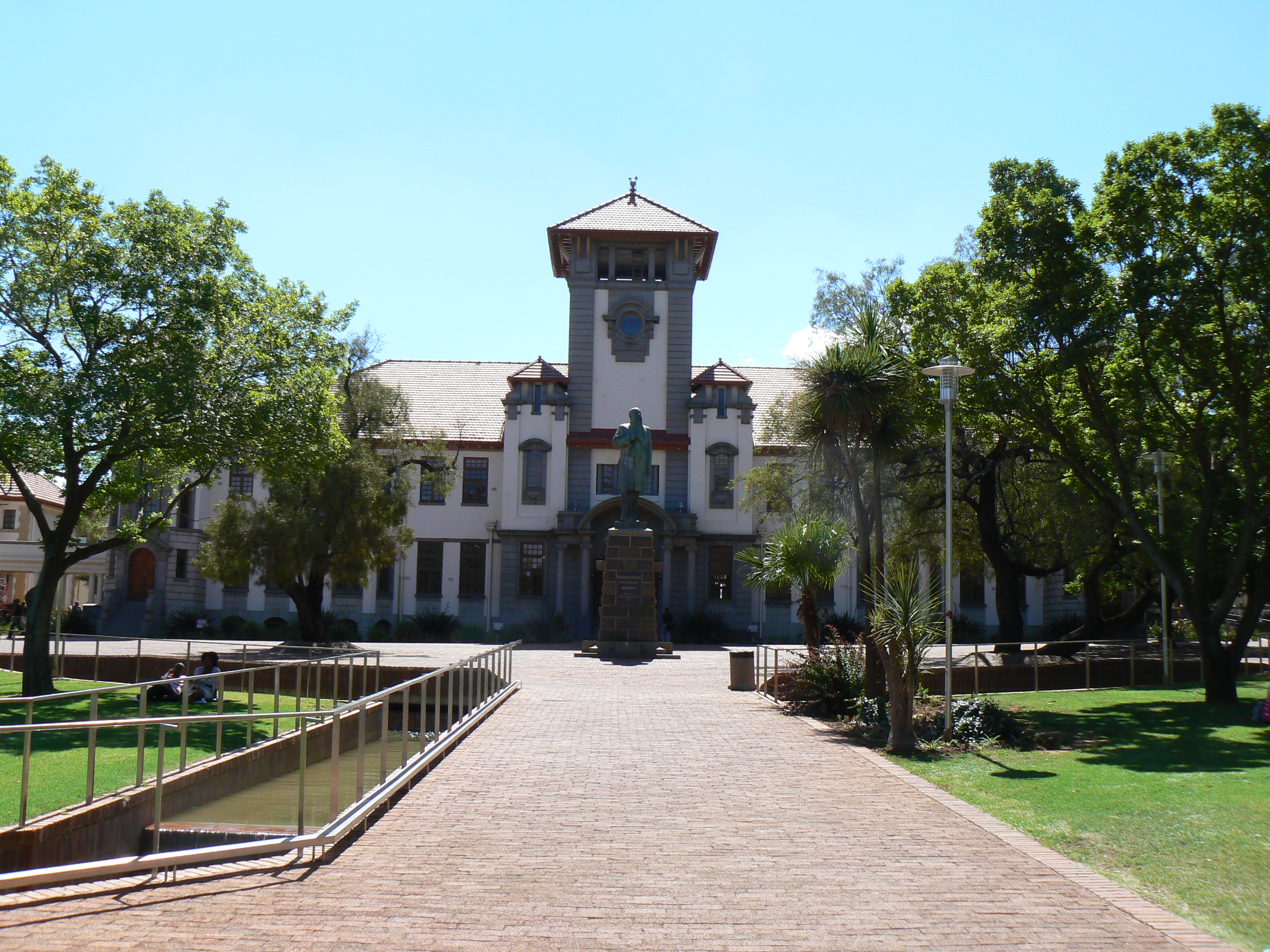
ساختمان اصلی دانشگاه

پردیس بلومفونتین دانشگاه (اصلی) نزدیک مرکز شهر است. این دانشگاه همچنین دارای دو پردیس اقماری است. یکی در حاشیه ببوم فونتین، که از آن به عنوان پردیس جنوبی یاد می‌شود، و دیگری در کواکوا که تا سال ۲۰۰۳، بخشی از دانشگاه نورث بوده‌است.
دانشگاه دارای بیش از ۲۰ مورد امکانات ورزشی، امکانات پزشکی و فعالیتهای فرهنگی است که از صحنه‌های گفتگوی سیاسی تا فضای باز و هنرهای خلاقانه را شامل می‌شود. این مرکز دارای یک مرکز دانشجویی، یک روزنامه دانشجویی، یک ایستگاه رادیویی پاست. علاوه بر این، دانشجویان به کتابخانه ساسول و همچنین کتابخانه پزشکی فریک اسکات، یک مرکز شغلی و راهنمایی، یک تئاتر دانشجویی و یک مرکز رایانه دسترسی دارند.

## تقسیمات دانشگاهی
- علوم اقتصادی و مدیریت
- علوم آموزشی و پرورش
- علوم پزشکی
- حقوق
- علوم طبیعی و کشاورزی (شامل واحدهای دانشگاهی شیمی، فیزیک و…)
- علوم انسانی
- الهیات و دین
- دانشکده تجارت

## فارغ التحصیلان برجسته
- برام فیشر (۱۹۷۸–۱۹۸۸): نوه آبراهام فیشر، حقوقدان و فعال برجسته ضد آپارتاید، از چهره‌های ضد آپارتاید مانند نلسون ماندلا.
- پی دبلیو بوتا (۲۰۰۶-۱۶۱۶): نخست‌وزیر آفریقای جنوبی از ۱۹۷۸ تا ۱۹۸۴
- رولین اشتراوس (۱۹۹۲–۱۹۹۲): دختر سال ۲۰۱۴
- ویده فن نیکرک (۱۹۹۲ - ۱۹۹۲): دارنده رکورد جهانی و المپیک ۴۰۰ متر.

## رتبه‌بندی
در سال ۲۰۱۰ وبومتریک دانشگاه را به عنوان نهمین دانشگاه برتر در آفریقای جنوبی و ۲۰۹۵ ام در جهان معرفی نمود.

## ادغام نژادی، جداسازی مجدد و مجادله‌های حول آن
دانشگاه فری استیت در ابتدا فقط برای سفید پوستان بود اما در اوایل دهه ۱۹۹۰ اولین دانشجویان سیاه‌پوست خود را پذیرفت و این همزمان با پایان آپارتاید در آفریقای جنوبی بود. در اواسط تا اواخر دهه ۱۹۹۰، سیاه پوستان شروع به تشکیل درصد بیشتری از کالج دانشجویی کردند (۸۵ درصد از جمعیت استان ایالت آزاد سیاهپوستان تشکیل می‌دهند) پس از سال شورش در سال ۱۹۹۶، خوابگاه‌های دانشجویی دوباره مجزا شد. علاوه بر این، وقتی کلاس‌ها به زبان انگلیسی و همچنین آفریقایی ارائه می‌شد، کلاس‌ها نیز جدا می‌شوند زیرا سفیدپوستان طرفدار کلاس‌های آفریقایی و سیاهپوستان طرفدار کلاس‌های انگلیسی زبان بودند.

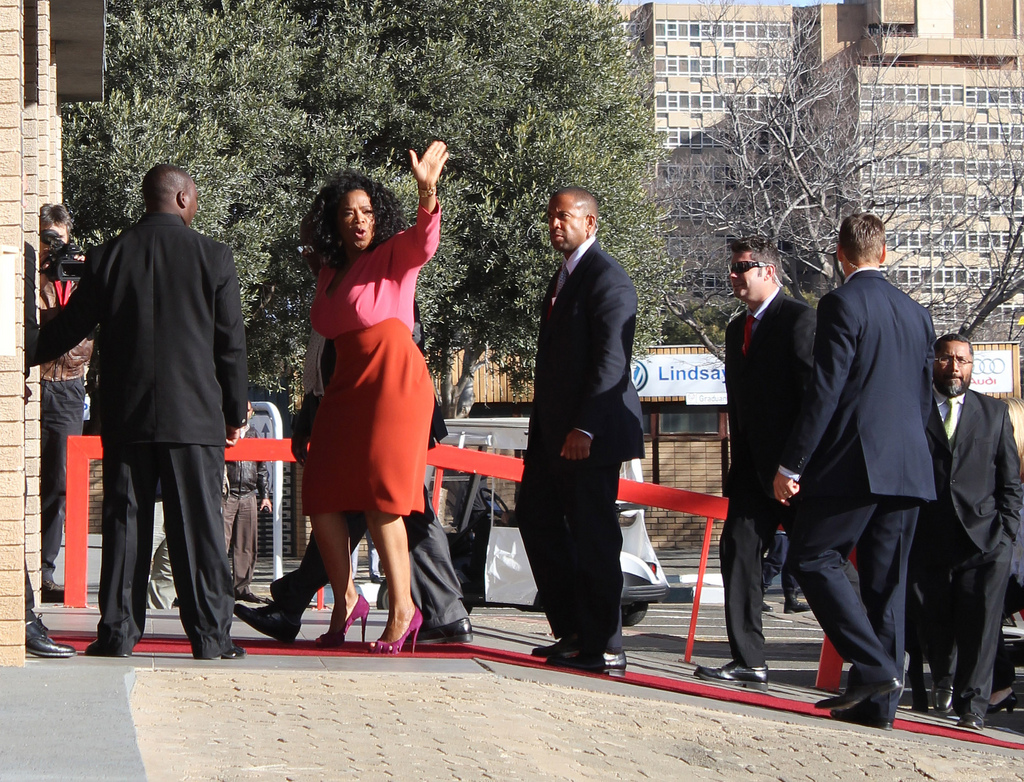
اپرا وینفری در زمان دریافت دکترای افتخاری در ۲۴ ژوئن ۲۰۱۱

این دانشگاه در اواخر فوریه ۲۰۰۸ پس از  انتشار ویدئویی ساخته شده توسط چهار دانشجوی سفیدپوست اقامتگاه ریتز که در اعتراض به به ادغام نژادی بود در محوطه دانشگاه با جنجال روبرو شد. انگیزه واقعی ساخت این فیلم هنوز مورد بحث است. در این ویدئو پنج کارگر سیاه‌پوست در معرض فعالیت‌های مختلف تمسخرآمیزی قرار گرفته بودند، از جمله اینکه مجبور به مصرف مواد غذایی که به نظر می‌رسید روی آن ادرار شده‌است شده بودند. این ویدئو دررسانه‌های آفریقای جنوبی و بین‌المللی بازتاب داشت و محکومیت اکثر احزاب بزرگ سیاسی در آفریقای جنوبی را به همراه داشت و باعث بروز شورش‌ها و نزاع‌های نژادی در بین دانشجویان این دانشگاه شد. در جریان آشوب‌هایی که به دنبال این ویدئو صورت گرفت، تهدیدهایی علیه دانشجویان سفیدپوست از جانب دانشجویان معترض سیاه‌پوست صورت گرفت.
شورای دانشگاه خوابگاه ریتز را بر اثر این حادثه بست. این حادثه تحقیقات گسترده‌تری در مورد نژادپرستی در آموزش و پرورش را توسط وزارت آموزش و پرورش آفریقای جنوبی به همراه داشت.
بعد از آن معاون جدید جاناتان جانسن - طرفدار قدرتمند آزادی فکری [۸] و اولین رئیس سیاه‌پوست دانشگاه [۳] - منصوب شد. وی متعاقباً فرایندی را برای ادغام نژادی در سطح دانشگاه در بین دانشجویان آغاز کرد که از آن جمله دعوت از چهار دانشجو برای ادامه تحصیل در دانشگاه بود. در سال ۲۰۱۰ به این دانشگاه جایزه انجمن جهانی دانشگاه‌ها برای بهترین تمرین در آموزش عالی در ستایش ادغام نژادی و هماهنگی جامعه دانشجویی اعطا شد. [۹] [۱۰] [۱۱] اوپرا وینفری در سخنرانی دریافت دکترا افتخاری از این دانشگاه، با اشاره به این حادثه و ادغام نژادی متعاقب آن، تغییرات این دانشگاه را «چیزی شبیه معجزه» خواند نگام. [۱۲]